# 那珂通高
那珂 通高（なか みちたか）は、江戸時代後期の盛岡藩の儒学者。字は蘇陰。通称は五郎、後に通称より梧楼を号とした。初めは江帾（えばた）を姓としていた。那珂通世は養子。

## 生涯
藩医・江帾道俊の次男。江帾道俊は最初久保田藩の大館にいたが、藩医になったため、大館から盛岡に移住し姓も変える。弘化元年（1845年）に父が死去し、その年に藩主・南部利済の近習となるが、翌年に脱藩、江戸へ出て安積艮斎、東条一堂に儒学を学び、国史や仏典、槍術にも通じる。更に各地を放浪し、大和国の森田節斎や安芸国の坂井虎山にも師事し、当時坂井のもとにいた吉田松陰、来原良蔵らと知り合って尊王論者となる。嘉永2年（1849年）、兄・江帾春庵が藩の内紛で殺害され、家禄が没収されたことを知り、粛清した田鎖左膳暗殺を計画して松陰に協力を求めている。この際偽名として「那珂弥八郎」を名乗る。だが、4年後に田鎖が失脚したために計画は失敗に終わった。後に、真相が分かり兄の子に家禄が戻る。安政6年（1859年）に藩への復帰を許されて藩の儒官となり、通世を養子として後にかつて用いた「那珂」と改姓する。戊辰戦争の際に奥羽越列藩同盟参加を支持した藩の幹部として責任を問われて楢山佐渡・佐々木直作と共に幽閉される。
後に明治政府に召されて大蔵省・文部省に出仕して「古事類苑」・「小学読本」編纂に加わる。渋沢栄一・木戸孝允・陸奥宗光らと親交があったが、不平士族や自由民権運動に好意的であったために、萩の乱では前原一誠との内通の容疑で取り調べを受けた。
著作に『慨世漫筆、はばかりながら』、『古事記便覧』、『操觚必究』、『学軌』、『鶏助集』などがある。

## 史跡
墓所　東京都青山霊園

## 江帾五郎が登場する作品
- みなもと太郎「風雲児たち」 リイド社
- 司馬遼太郎『 世に棲む日日』(文春文庫)
- 伊東潤『池田屋乱刃』(講談社文庫)

1. ↑  青山霊園に眠る人々ハナミズキ-2018年3月10日アクセス